# ブル・コナー

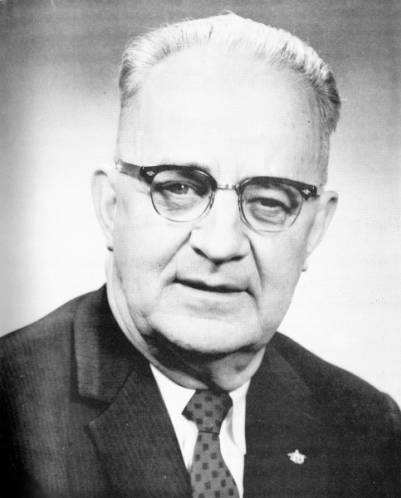
1960年撮影

セオフィラス・ユージーン“ブル”・コナー（Theophilus Eugene"Bull" Connor 1897年7月11日 - 1973年3月10日）は、アメリカ合衆国・アラバマ州バーミングハムの警察署長、公安委員長。
1960年代、同州における公民権運動を徹底的に弾圧した事で有名。特にその悪名を轟かせたのは、1963年春のバーミングハム運動において、アフリカ系アメリカ人のデモ隊に対して警察犬に襲わせたり、消防による高圧放水を行うなど、容赦ない弾圧を行った事である（デモ隊の中には女性や子供も多く含まれていた）。
この様子はマスコミによって全米はもとより世界中に配信され、大きな衝撃を与えると共に激しい非難が沸き起こり、当時のジョン・F・ケネディ政権による連邦政府の介入を招くきっかけとなり、コナーは失職に追い込まれた。